# Азуга (річка)
Азуга (рум. Azuga) — річка в Румунії, у повітах Брашов, Прахова. Ліва притока Прахови (басейн Чорного моря).

## Опис
Довжина річки приблизно 25,8 км, висота витоку над рівнем моря — 1532 м, висота гирла дад рівнем моря — 606 м, найкоротша відстань між витоком і гирлом — 13,40 км, коефіцієнт звивистості річки — 1,93 .

## Розташування
Бере початок на південній стороні від міста Сечеле повіту Брашов. Спочатку тече на північний захід, потім переважно на південний захід і у місті Азуга впадає і річку Прахову, ліву притоку Яломіци.
Основні притоки: Ретевой (рум. Retevoi), Штевя (рум. Ștevia), Казаку (рум. Cazacu), Сіта (рум. Sita) (ліві); Сусаю (рум. Susaiu), Лімбашелю (рум. Limbășelu), Глоду (рум. Glodu) (праві).

## Цікаві факти
- Над річкою пролягає автошлях DC129A.
- Біля гирла правої притоки Азуги річки  Лімбашелю розташоване рибне господарство (рум. Păstrăvăria Azuga).[2]